# Springport (Michigan)
Springport è un villaggio degli Stati Uniti d'America, situato nello Stato del Michigan, nella contea di Jackson.